# VI. Fülöp francia király
VI. (Szerencsés) Fülöp (Fontainebleau, 1293. november 17. – Reims, 1350. augusztus 22.) Franciaország királya 1328-tól haláláig, a Valois-ház első uralkodója, Valois Károly és Anjou Margit nápolyi királyi hercegnő gyermeke, III. (Merész) Fülöp francia és II. Károly nápolyi király unokája volt. Franciául gyakran „a talált király” (le roi trouvé) névvel illetik, utalva váratlan öröklésére. Uralkodása leginkább a százéves háború kitöréséről és az elszenvedett francia vereségekről, valamint az utolsó éveiben tomboló pestisjárványról nevezetes.

## Örökösödése
IV. (Szép) Fülöp 1314-es halálakor három fiúgyermeket hagyott hátra, azonban ők korán elhunytak, ráadásul fiúörökös nélkül: X. Lajos utószülött gyermeke, János mindössze öt napig élt és uralkodott, V. Fülöpnek nem volt túlélő fia, IV. Károlynak pedig csak lányai születtek. Ez utóbbi felesége, Évreux-i Johanna még terhes volt, amikor férje meghalt, ám 1328. április 1-jén leánynak adott életet.
A Capetingek 987 óta egyenes ági leszármazása (az ún. Capeting csoda) ezzel megszakadt, és egy oldalági rokont tettek meg királlyá. Az ily módon Szerencséssé vált Fülöp Szép Fülöp unokaöccse, gyermekeinek pedig unokatestvére – X. Lajosnak sógora is feleségeik révén – volt atyja, Charles de Valois, a jeles hadvezér és névleges aragóniai valamint jeruzsálemi király és latin császár, IV. Fülöp öccse révén. 1325-ben tőle örökölte Anjou, Maine és Valois grófságát.
Fülöpöt, aki Szép Károly halála és annak lánya születése között a régensi címet viselte, 1328. május 29-én kente fel Reims városában Guillaume de Trie érsek. A ceremónián a pairek közül Aquitánia fiatalkorú hercege nem jelent meg. Szép Fülöpnek ugyanis volt egy túlélő gyermeke, mégpedig Franciaországi Izabella, az angol anyakirályné, aki ekkor szeretőjével, Roger Mortimerrel uralkodott fiatal gyermeke, III. Edward király, egyúttal aquitániai herceg helyett. Izabellát és fiát azonban a nem sokkal korábban, V. Fülöp örökösödésének biztosítása érdekében „megtalált”, a nőági örökösödést kizáró ún. száli törvény megfosztotta a francia trón öröklésének jogától – ez később komoly gondokat okozott.

### A navarrai perszonálunió vége

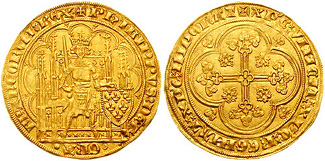
VI. Fülöp aranydénárja. Mintegy egy évszázaddal Szent Lajos első próbálkozása után ekkor jelentek meg újra az aranypénzek, melyek ezúttal tartósan forgalomban maradtak. Tömegük 4,53 grammot nyomott, értékük 20-25 tours-i livre között változott.

A francia uralkodók Szép Fülöptől kezdve Szép Károlyig bezárólag egyúttal a kis pireneusi Navarra urai is voltak. X. Lajos lányát, Johannát, akinek királyi származását sokan kétségbe vonták, a száli törvény alapján még V. Fülöp szorította ki a francia trón örökléséből, de jelentős birtokai voltak Champagne-ban. Ezekről és a francia koronáról való lemondása fejében VI. Fülöp beleegyezett, hogy elfoglalhassa a navarrai trónt, és több területtel (pl. Angoulême) kárpótolta.

## Uralkodása
Fülöp a lovagi eszmények rajongója, egyben igen pompakedvelő uralkodó volt. Ennek megfelelően udvarában egymást érték a különféle ünnepélyek és viadalok, ráadásul előszeretettel időzött nála a hasonló szellemiségű I. János cseh király, a francia trónörökös apósa. Mi több, úgy tűnt, a francia lovagi dicsőséget is visszaállítja, hiszen mindjárt uralkodása első évében fényes győzelmet aratott Flandriában, feledtetve az 1302-es courtrai-i vereséget. 1325 óta ugyanis itt I. Lajos flamand gróf ellen Nicolaas Zannekin vezetésével a városi polgárság támogatta lázadás zajlott, melyet csak a királyi csapatok casseli győzelme fékezett meg.
A későbbiekben azonban nem bizonyult fényes hadvezérnek, noha kivárásra alapozó taktikája, valamint az a törekvése, hogy ellenfelét, Edwardot megfossza szövetségeseitől – elsősorban Bajor Lajos császártól – sikerrel jártak. Mindazonáltal a lovagkirályi nimbuszt erősen megkérdőjelezte Fülöp későbbiekben hadvezetés terén mutatott cselekvőképtelensége, illetve a részben ennek köszönhető vereség.
Belpolitikai tekintetben Fülöp számára szinte egész uralkodása alatt kulcskérdés volt a látszólag zökkenőmentesen végbement dinasztiaváltás befejezése, ami nem csak a trónkövetelők elleni harcban (ld. lejjebb) nyilvánult meg, hanem az új, őt támogató elit helyzetének stabilizálásában is, melyet az uralkodása végén jelentkező válságok ellenére sikerre vitt.

## A százéves háború kezdete

### A háború okai
Fülöp és az anyai gyámságtól 1330-ban puccsszerűen megszabadult Edward kezdetben jó viszonyt ápolt, még közös keresztes hadjáratot is tervezgettek, melyből végül nem lett semmi. 1329-ben Amiens városában Edward hűbéresküt tett, mint aquitániai herceg, és ezt 1331-ben feltétlen hűbéresküvé módosították – azaz az angol király elismerte Fülöp királyságát.
A két király viszonya az 1330-as években kezdett elmérgesedni. 1334-ben III. Robert d’Artois, Beaumont-le-Roger grófja, aki már évtizedek óta küzdött Artois-i grófságának megszerzéséért és oklevélhamisítás miatt halálra ítéltetett, Angliába menekült. A grófnak valószínűleg nagy szerepe volt abban, hogy a király figyelmét a francia örökség felé fordítsa. Másrészt viszont a II. skót függetlenségi háborúban elszenvedett vereségeket követően Fülöp menedéket adott II. Dávid skót királynak az angol uralkodó bosszúságára.

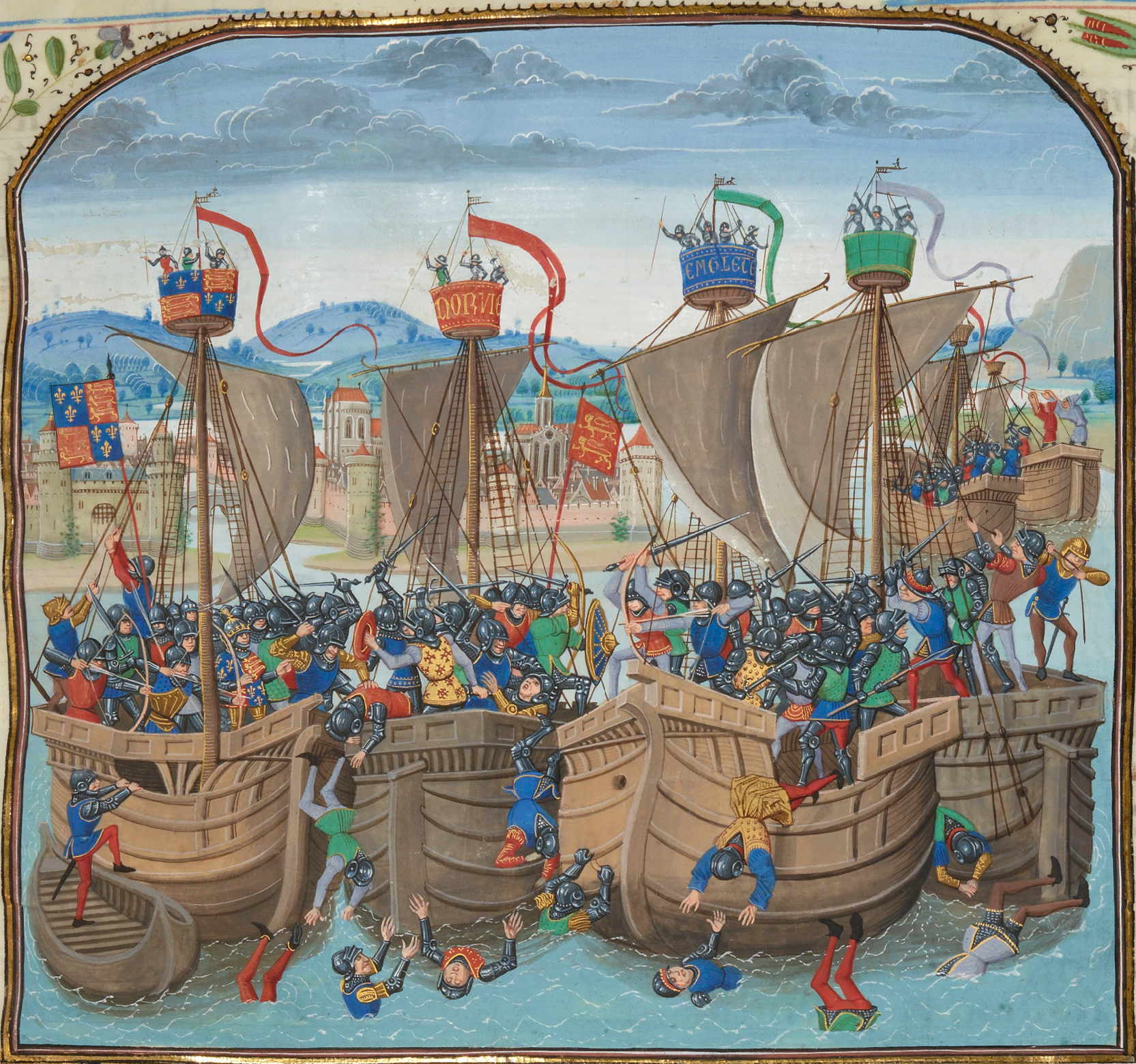
A sluysi tengeri csata Jean Froissart krónikájában

1336-ban az immár egymaga regnáló III. Edward megtiltotta, hogy angol gyapjút szállítsanak a posztóiparáról nevezetes Flandria földjére, ami komoly károkat okozott a francia királyságnak. Miután Edward többször is megtagadta Robert kiszolgáltatását, Fülöp 1337. május 24-én hivatalosan elkobozta tőle az Aquitániai Hercegséget, melynek uraként francia hűbéres volt. Erre válaszul október 7-én az angol uralkodó magát francia királynak nyilvánította, és kijelentette, hogy mindent megtesz jogos jussának visszaszerzéséért.
Edwardnak nem volt elég pénze komolyabb hadjáratra, ezért 1339-es pikárdiai hadműveletei nem tartottak sokáig. A francia fél tengeri blokáddal és a brit partok dúlásával próbálta megtörni a bordeaux-i bor, illetve a bretagne-i és poitoui só behozatalától, valamint a flandriai textilkereskedelemtől nagyban függő angolokat, ám az 1340-es sluysi tengeri ütközetben a genovaiakkal erősített francia hajóhadat tönkreverték. Ugyanekkor Edward ismét partra szállt, és megostromolta Tournai városát. Fülöp csak annyi haderőt küldött ellene, amennyi elég volt a vár bevételének megakadályozására. Számítása bevált, ugyanis hitelezőitől szorongattatva ellenfele jobbnak látta gyorsan hazatérni.

### „A két Jeanne háborúja”
A helyzetet bonyolította, hogy 1341-ben kitört az 1364-ig tartó bretagne-i örökösödési háború. II. János herceg gyermek nélkül halt meg, és örököst sem jelölt ki. Ketten szálltak síkra a trónért: János féltestvére, Jean de Montfort, illetve az elhunyt herceg unokahúgának, Jeanne de Panthièvre-nek a férje, Charles de Blois. Fülöp támogatását Blois grófja élvezte, lévén az unokaöccse, és bár a nőági örökösödés a bretagne-i jog értelmében elfogadott volt, a király gyakorlatilag felrúgta az őt trónra juttató száli törvényt. Montfort erre a hercegségbe sietett, biztonságba helyezte a hercegi kincstárat, majd miután számos erősségben bebiztosította önnön elismerését, segítségért fordult III. Edwardhoz.
Az angol király Richmond grófjává tette Montfort-t, akit a pairek tanácsa ismét elítélt. Charles de Blois a normandiai herceggel, János trónörökössel együtt lendült támadásba, és Bretagne nagy részét megszerezte, börtönbe vetve ellenfelét. Montfort felesége, Jeanne de Flandres azonban folytatta a háborút, ráadásul 1342-ben Brest városában partra szállt az angol erősítés. 1343-ban Malestroit-nál fegyverszünetet kötött a két fél VI. Kelemen pápa közvetítésével, ám az angolok kivonulás helyett a megszállták a legfontosabb bretagne-i erődöket. Az angol–francia harcok súlypontja a későbbiekben fokozatosan Normandiába tolódott el, és 1345-ben délen is megnyílt egy front, amikor az angolok elfoglalták az 1323–1325-ös Saint-sardos-i háborúban elveszett Agenais térségét.

### Crécy

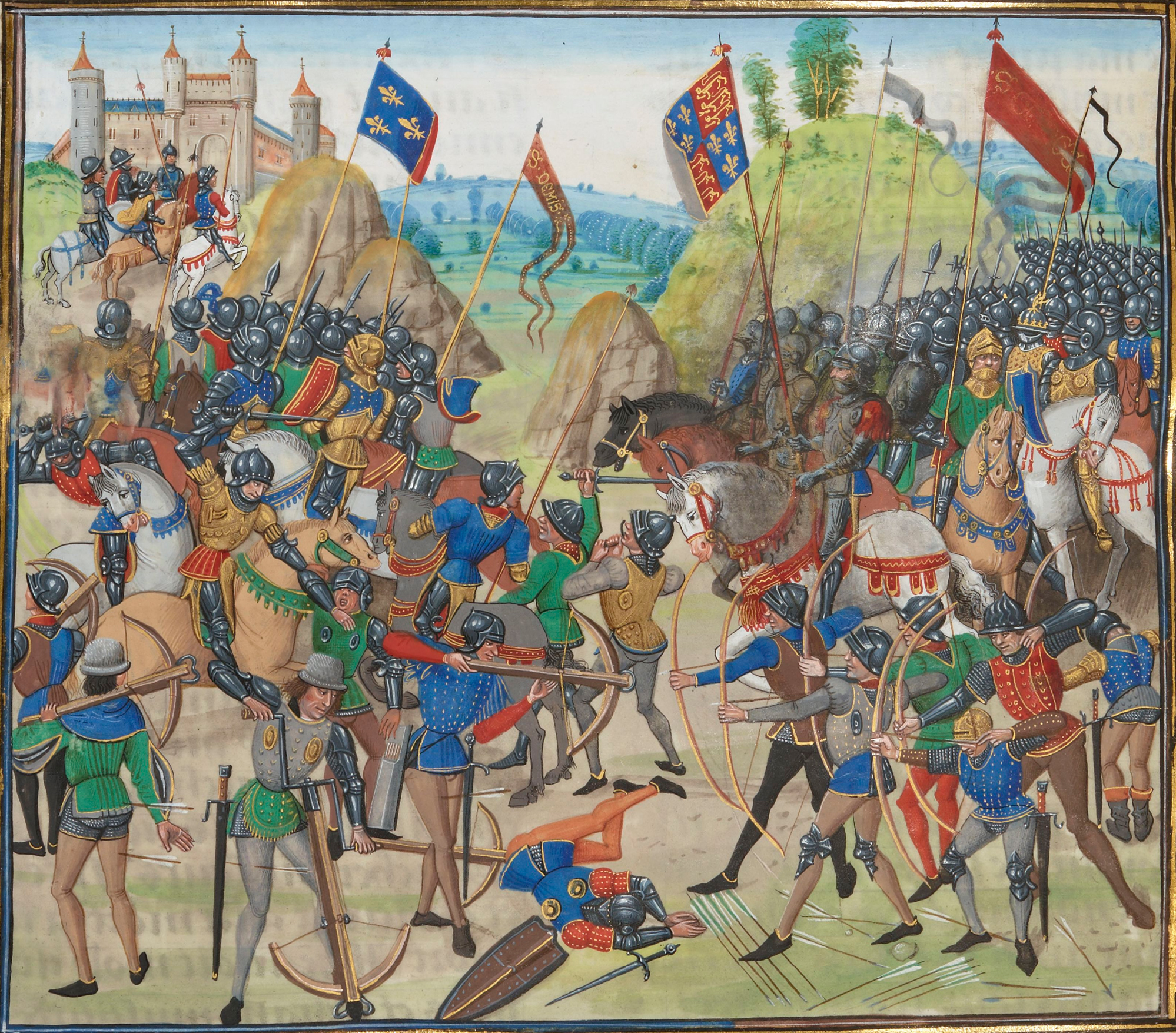
Az ütközet ábrázolása Froissart krónikájában

Miután az angolok Aquitániában is támadtak, 1346 tavaszán János normandiai herceg vezetésével hadsereg indult ellenük, mely Aiguillont kezdte ostromolni. Mivel ekkorra bizonyossá vált, hogy Edward újabb erőket kíván bevetni Franciaország ellen, Fülöp felbuzdította II. Dávid skót királyt, hogy támadja hátba a délen csapatösszevonásokkal készülődő angolokat. A skótok azonban csak jóval azután rohanták le a védtelen Angliát, hogy Edward átkelt francia földre. Ezúttal is egy francia nemesúr volt segítségére: Geoffroy d’Harcourt, egy normandiai menekült, aki ismeretlen okból esett ki VI. Fülöp kegyeiből, és ő győzte meg Edwardot, hogy ne a déli hadszíntéren támadjon.
Az angol had július 12-én szállt partra a normandiai Saint-Vaast-la-Hougue-ban. A felkészületlen és a déli hadakozás miatt védtelen normandiai városok sorra nyitották meg előtte kapuikat, a flotta pedig tekintélyes zsákmánnyal térhetett haza. Angol kézre került Cotentin és az erős Caen, majd Edward északnak fordította csapatait, hogy csatlakozzon flandriai szövetségeseihez, de ehhez át kellett kelnie a Szajnán. Mivel Rouen megtagadta az angolok átengedését, Edward, nem akarván csatát vállalni, Poissy-nál kezdett hídépítésbe, mellyel augusztus 15-ére készült el. Fülöp ekkor már komoly haderőt gyűjtött Saint-Denis-ben, és a Somme-nál majdnem utolérte ellenfelét augusztus 24-én. Edward végül augusztus 26-án vállalt csatát. A fékevesztett francia lovagság az esőáztatta vidéken számos rohamot intézett a domboldalban rejtőző angolok ellen, akik hosszú íjaikkal könnyedén lenyilazták a semmiféle központi tervnek nem engedelmeskedő ellenfeleiket, akik még saját genovai szövetségeseiket is lemészárolták.

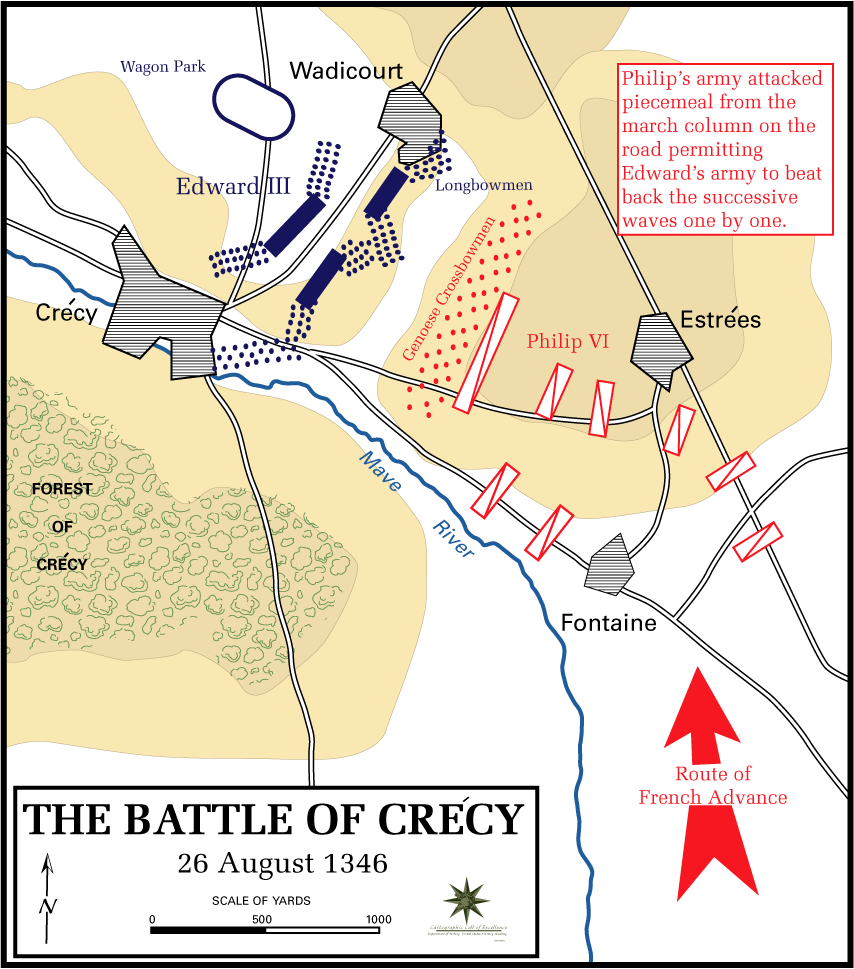
A crécyi csata vázlata. A menetelésből érkező francia csapatok egyesével támadtak az angolokra, ami lehetővé tette Edward erői számára, hogy visszaverjék őket.

Fülöp a végén kénytelen volt megfutamodni és kis csapattal a közeli Labroye apátságában meghúzódni. A csatamezőn maradt többek között a fivére, II. Károly alençoni herceg, fiának apósa, I. (Vak) János cseh király, Vitéz Raoul, Lotaringia hercege, I. Louis de Blois-Châtillon, I. Louis flandriai és nevers-i gróf, illetve II. Louis, Sancerre grófja.

## Az utolsó évek
Crécynél a francia lovagság hatalmas vereséget szenvedett el a közrendű angol íjászok létszámban jóval kisebb hadseregétől. Fülöp ezután nem mert szembeszegülni Edwarddal, ráadásul a végül meginduló skót támadás sem járt sikerrel: a Neville's Cross-i csatában október 17-én a yorki érsek leverte a skótokat. Ilyen körülmények között a trónkövetelő hosszú ostromot követően zavartalanul bevehette Calais-t 1347. augusztus 3-án. A megalázott Franciaország 1347. szeptember 23-án fegyverszünetet kötött egy évre, melyet aztán 1351-ig minduntalan meghosszabbítottak.
Az ellentámadásra való felkészülésre azonban nem adódott mód, mivel 1348-ban újabb csapás érte Franciaországot: a nagy pestisjárvány, mely a következő években is dühöngött, és a királyné is áldozatául esett, becslések szerint a lakosság mintegy harmadát elpusztította, jelentős gazdasági visszaesést és demográfiai válságot okozva.
A balszerencsés király utolsó jelentős tette a Dauphiné és Montpellier megvásárlása volt. A Dauphinét évekig tartó tárgyalások után az utolsó viennois-i herceg, II. Humbert adta el a koronának, miáltal az komoly területek birtokosává vált a Rhône-tól keletre. A szerződés értelmében a Dauphiné az ezentúl hercegi dauphin címmel illetendő mindenkori francia trónörökös hűbérbirtoka lett (elsőként Fülöp unokája, V. Károly viselte a címet).
Az orvosi és jogi egyeteméről nevezetes Montpellier, mely hosszú ideje a Mallorcai Királyság része volt, azért kerülhetett Fülöp kezébe, mert IV. Péter, Aragónia királya megszállta a Baleár-szigeteket, valamint Roussillon és Cerdagne szintén mallorcai kézben levő birtokait. III. Jakab abban a reményben adta el Montpellier-t és környékét Fülöpnek, hogy az így szerzett pénzen restaurálhatja hatalmát elvesztett területein, ám még ebben az évben meghalt a hadjárat során.

## Házasságok, utódok
Fülöp még csak grófságok örököse volt, amikor 1313-ban feleségül vette Burgundi Johannát, II. Róbert burgundi herceg és Franciaországi Ágnes gyermekét, IX. (Szent) Lajos unokáját. A Sántának nevezett Johanna X. Lajos feleségének, Burgundi Margitnak a testvére volt, és nem összekeverendő V. Fülöp hasonló nevű feleségével, aki a grófi Burgundia szülötte volt. Johanna férje távollétében több alkalommal látott el régensi funkciókat, nem is eredménytelenül; mindazonáltal erős jelleme számos ellenfelet szerzett neki. Pestisben halt meg 1348. szeptember 12-én. Számos gyermekük született, de csak kevesen érték meg a felnőttkort:
- II. (Jó) János (1319–1364), 1350-től haláláig Franciaország királya;
- Marie (1326–1333), kisgyermekként meghalt;
- Louis (1328), csecsemőként meghalt;
- Louis (1330), csecsemőként meghalt;
- Jean (1333), csecsemőként meghalt;
- Philippe (1336–1375), Valois grófja, Orléans első hercege;
- Jeanne (1337), csecsemőként meghalt;
- Ismeretlen nevű gyermek (1343), csecsemőként meghalt.

Miután 1348-ban megözvegyült, 1349. január 19-én vagy 29-én Brie-Comte-Robert-ben feleségül vette Navarrai Blankát, III. Fülöp és II. Johanna navarrai uralkodópár gyermekét. Rövid házasságuk a tetemes korkülönbség ellenére a források szerint igen boldog volt. Fülöp halála után Blanka nem is ment férjhez újra, noha XI. Alfonz, Kasztília királya volt a kérője. Egyetlen, utószülött gyermekükről tudunk:
- Fehér Johanna (1351–1371), I. János geronai herceggel, aragóniai és valenciai királlyal jegyezték el halála évében.